# Karabakh Open
Karabakh Open (auf armenisch Բաց Ղարաբաղ) war eine Onlinezeitung in der Republik Bergkarabach.
Ihre Onlineadresse war www.Karabakh-Open.com. Sie wurde im Jahr 2005 durch Naira Hairumyan gegründet und agierte bis zum 28. Juni 2008. Dabei war sie die einzige unabhängige Onlinenachrichtenquelle zur Zeit 2006 der neu etablierten Republik.
Karabakh Open war eine dreisprachige Onlinezeitung auf Armenisch, Russisch und Englisch. Sie beendete ihre Aktivitäten am 28. Juni 2008.